# Hermann Lommel
Herman Lommel, né le 7 juillet 1885 à Erlangen et décédé le 5 octobre 1968, est un indianiste et iranologue allemand.

## Biographie
Lommel était le fils du physicien Eugen von Lommel et de Luise Hegel. Il fit ses études aux Universités de Munich et de Göttingen. À partir de 1917, il fut professeur de linguistique indo-européenne comparée à Francfort-sur-le-Main.
Il est le traducteur en allemand du Cours de linguistique générale de Ferdinand de Saussure.

## Œuvre
Dans le cadre des controverses sur l'historicité de la dynastie pré-achéménide des Kayanides mentionnée dans le Shahnameh, Lommel, que Dumézil décrit comme l'« un des esprits les plus ouverts et les plus indépendants de notre temps », tend à montrer, certes avec prudence, que la figure du roi Kay Kaūs (ou Kavi Usan) doit, malgré des évolutions divergentes à partir d'une même figure commune, être rapprochée du magicien indien du Mahabharata Kāvya Uśanas : « Si donc il a existé, chez les Indo-Iraniens, une figure légendaire dont le nom et le type étaient étroitement liés au mot et au concept de kavi, cette figure aura dû subir, chez les deux peuples, des évolutions fortement divergentes et apparaître ici comme un brahmane, là comme un roi ».
L'ouvrage le plus remarquable de Lommel, Die Religion Zarathustras (1930), est une présentation exhaustive de la religion zoroastrienne, qui se caractérise non seulement par une solide maîtrise des données, mais aussi par leur observation sobre et pénétrante. D'après l'Encyclopædia iranica, cette étude n'a pas encore été dépassée, et encore moins remplacée.